# Cristian Toro
Cristian Toro, né le 29 avril 1992 à La Asunción (Venezuela), est un kayakiste espagnol pratiquant la course en ligne. Il est champion olympique en K2 200 mètres avec Saúl Craviotto aux Jeux olympiques de 2016 à Rio.

## Télévision
Cristian Toro a participé à l'émission de téléréalité de rencontre et de séduction Mujeres y hombres y viceversa sur la chaîne Telecinco.[réf. nécessaire]